# جري ماتر أنتيرأكتيف
جري ماتر أنتيرأكتيف (بالإنجليزية: Gray Matter Interactive) كانت شركة أمريكية مطورة لألعاب الفيديو، تأسست عام 1994 واندمجت في عام 2005 مع شركة ترياك التابعة لـ أكتيفجن .
من ألعابها : عودة إلى قلعة ولفينشتاين

## الألعاب التي طورتها
- نداء الواجب 2: بيج ريد ون  [لغات أخرى]‏ (in conjunction with Treyarch) (2005)
- كول أوف ديوتي: يونايتد أوفينسف (expansion) (2004)
- عودة إلى قلعة ولفينشتاين (multiplayer was done by نيرف سوفتوير) (2001)
- Tony Hawk's Pro Skater 2 (PC) (2000)
- Trinity: The Shatter Effect (cancelled by أكتيفجن)
- Kingpin: Life of Crime (1999)
- كوايك 2 (expansion) (1998)
- Redneck Rampage Rides Again  [لغات أخرى]‏ (1998)
- Redneck Deer Huntin'  [لغات أخرى]‏ (1997)
- Redneck Rampage (1997)
- سيبيريا (لعبة فيديو) (1995)
- Cyberia (1994)